# Tsingory le Danseur
 (mai 2020).
Tsingory le Danseur est un conte malgache écrit par Prosper Rajaobelina en 1956. Le conte a été initialement écrit en malgache et est l'un des contes malgaches les plus connus à travers le monde.

## Historique
Initialement écrit en malgache en 1956 par Prosper Rajaobelina, l’œuvre est entrée dans la culture populaire malgache grâce à son utilisation dans des manuels scolaires durant la fin de la période coloniale à Madagascar. Le conte a, par la suite, été repris à de multiples reprises et traduit, notamment en français et en anglais.

## Résumé
Le conte raconte l'histoire d'un jeune homme nommé Tsingory vivant à l'époque du roi Andriampandramanenitra (un roi présumé de la monarchie Imerima). Tsingory est un danseur hors-norme et passionné. Voulant réaliser la plus belle danse possible, Tsingory tente de voler un oiseau magique appartenant au roi et possédant le chant le plus magnifique. Néanmoins Tsigory tue l'oiseau durant sa tentative pour le voler et est condamné à mort par le roi. Alors que Tsingory va être exécuté, l'oiseau réapparaît et se met à chanter, ce qui fait danser Tsingory. Le roi, ému par cette danse, prend Tsingory à son service.

## Héritage
Ce conte a popularisé le prénom « Tsingory » à Madagascar. Le conte a également donné naissance à une danse intitulée « Tsingory Dance ».